# Краснопевцев, Лев Николаевич
Лев Никола́евич Краснопе́вцев (17 апреля 1930 года, Москва — 19 октября 2021 года, там же) — советский диссидент и историк.

## Биография
Родился за столичной Рогожской заставой. В 1952 году окончил исторический факультет МГУ. Преподавал историю в школе.
Будучи аспирантом, секретарём комитета ВЛКСМ исторического факультета МГУ и членом КПСС, основал и возглавил подпольный марксистский кружок (1956—1957 гг). Автор работы «Основные моменты развития русского революционного движения» (1955—1956 годы) и антихрущёвской листовки (1957 год).

## Союз патриотов
В 1957 году Краснопевцев и его товарищи размножили фотографию рукописной антихрущевской листовки и раскидали триста экземпляров по жилым домам. По мнению «Сахаровского центра», Краснопевцев имел «целью добиться десталинизации» (И. Будрайтскис же отмечал, что "группу социалистов из Московского университета во главе со Львом Краснопевцевым: некоторые считают её чуть ли не просталинистской, а другие — наоборот, лево-демократической. И те, и другие выводы можно подтвердить отдельными цитатами или рассказами членов группы"). Через месяц (14 августа 1957 года) по «университетскому делу» были арестованы девять членов кружка, включая Льва Краснопевцева, Леонида Ренделя, Николая Покровского, Вадима Козового, Марата Чешкова, Марка Гольдмана, В. Меньшикова, Н. Обушенкова, М. Семёненко. Приговорены Мосгорсудом 12 февраля 1958 года к длительным срокам заключения.
Политзаключённый (в 1957—1967 годах).
Последние 30 лет жизни Лев Николаевич Краснопевцев занимался историей предпринимательства, являлся организатором и главным хранителем музея предпринимателей, меценатов и благотворителей в Москве.

## Публикации
- Записки хранителя. — [М.] : Студио-диалог, 2008. — 58 с. : ил.
- Лекции по истории благотворительности / [Л. Н. Краснопевцев, А. Б. Костромин, Д. А. Садур] ; Фонд христианского просвещения и милосердия имени свт. Луки (Войно-Ясенецкого). — М., 2013. — 136 с.